# José Manuel Guzmán Echeverría
José Manuel Guzmán Echeverría, Santiago de Chile el 26 de enero de 1809 - 6 de julio de 1882. Fue un agricultor, diputado y senador chileno.  

## Familia
Es hijo de Diego Guzmán Ibáñez (edecán de San Martín en la Batalla de Maipú y gobernador de Quillota) y de María Josefa Echeverría Larraín. Contrajo matrimonio con María del Tránsito Irarrázabal Palazuelos, hija de José Santiago de Irarrázaval y Portales y de Ana Josefa Fernándes de Palazuelos Aldunate. Fueron sus hijos Diego que murió de corta edad y José Eugenio casado con Rosa Montt Montt con dilatada descendencia.
 Familiarmente muy relacionado por su esposa con Diego Portales Palazuelos.

## Carrera política
Fue elegido diputado propietario por Quillota para el periodo 1858 a 1861 e integró en forma permanente la comisión de educación y beneficencia.
Fue elegido diputado suplente por Carelmapu por el período 1879-1882, reemplazo en este cargo a José Manuel Balmaceda Fernández.
Electo senador propietario por el periodo 1861 a 1870 e integró la comisión permanente de guerra y marina, la comisión permanente de educación y beneficencia.
Fue miembro de la comisión conservadora para el receso 1861- 1862, 1863-1864, 1864-1865.
Participó en la sesión de senado del 15 de agosto de 1868 donde se conformó la comisión encargada de arbitrar fondos para la erección en la estatua en honor al Capitán General don Bernardo O´Higgins.

## Vida privada
Fue propietario de tierras en la comuna de Hijuelas de la hacienda Vista Hermosa en Ocoa de $8.900 de ingreso anual en 1850.

## Muerte
Falleció siendo diputado reemplazante de José Manuel Balmaceda Fernández a la edad de 73 años el 6 de julio de 1882. Su esposa María del Tránsito Irarrázabal Palazuelos falleció el 23 de junio de 1882, a pocos días antes que su marido. Sus restos mortales se encuentran en el cementerio general en el mausoleo de su familia.